# Ala (Helme)
Ala – wieś w Estonii, prowincji Valga, w gminie Helme.